# 冷水町 (鹿児島市)
冷水町（ひやみずちょう）は、鹿児島県鹿児島市の町。旧鹿児島県鹿児島府下冷水通町、鹿児島市冷水通町。郵便番号は892-0855。人口は924人、世帯数は491世帯（2020年10月1日現在）。冷水町の全域で住居表示を実施している。

## 地理
鹿児島市の中部に位置している。町域の北方から東方は西坂元町、東南は下竜尾町、南方は長田町、西方は城山、北西は玉里町に接している。
町域の西部にある冷水水源地は享保8年に島津継豊が約1,345mにわたり石管やトンネルが建設し、鹿児島城に送水していた。また、余った水については城下に送水されていたという。

### 町名の由来
冷水町という町名は「薩隅日地理纂考」によれば、「囲一間三尺許なる円き石の井筒をおき清泉某の底より湧出す、深さ四尺許りなり、四時増減なく冬暖くして夏冷なり地名を冷水という」と記されており、冷たい湧水が湧き出していることに由来している。
島津継豊が藩主だった享保8年（1723年）、冷水町の湧水を水源とし、石樋によって導水した水道が造られた。この水道は改修を経て大正時代に新しい水道が敷設されるまで続いた。

## 歴史
明治時代の初期より鹿児島府下のうちに属しており、「冷水通町」と称していた。
1888年（明治21年）に公布された市制（明治21年法律第1号）に基づき、1889年（明治22年）2月2日に官報に掲載された「 市制施行地」（内務省告示第1号）によって鹿児島が市制施行地に指定された。3月5日には鹿児島県令第26号によって鹿児島郡のうち50町村が市制による鹿児島市の区域と定められ、4月1日に市制が施行されたのに伴い、鹿児島郡50町村（山下町、平之馬場町、新照院通町、長田町、冷水通町、上竜尾町、下竜尾町、池之上町、鼓川町、稲荷馬場町、清水馬場町、春日小路町、車町、恵美須町、小川町、和泉屋町、浜町、向江町、栄町、柳町、易居町、中町、金生町、東千石馬場町、西千石馬場町、汐見町、泉町、築町、生産町、六日町、新町、松原通町、船津町、呉服町、大黒町、堀江町、住吉町、新屋敷通町、加治屋町、山之口馬場町、樋之口通町、薬師馬場町、鷹師馬場町、西田町、上之園通町、高麗町、下荒田町、荒田村、西田村、塩屋村）の区域より鹿児島市が成立した。それまでの冷水通町は鹿児島市の町「冷水通町」となった。1899年（明治32年）1月9日には町名の改名が行われ、「冷水通町」から通の字を取り「冷水町」に改称した。
1976年（昭和51年）7月5日には、城山地区において住居表示が実施されることとなった。住居表示の実施に伴い町域の再編が実施され、城山団地として造成された区域に当たる草牟田町、玉里町、長田町及び冷水町の各一部の区域より、城山一丁目及び城山二丁目が設置された。
1983年（昭和58年）1月31日には冷水・玉里地区で住居表示が実施されることとなり、坂元町の一部を冷水町に編入し、同時に冷水町の全域で住居表示が実施された。1984年（昭和59年）1月30日には上之原団地、冷水団地において住居表示が実施されることとなった。それに伴い、町の区域の再編が実施されることとなり坂元町、冷水町及び下伊敷町の各一部より西坂元町が設置された。

### 町の区域の変遷
| 変更後             | 変更年             | 変更前           |
| ------------------ | ------------------ | ---------------- |
| 城山一丁目（新設） | 1976年（昭和51年） | 冷水町（一部）   |
| 城山一丁目（新設） | 1976年（昭和51年） | 草牟田町（一部） |
| 城山一丁目（新設） | 1976年（昭和51年） | 長田町（一部）   |
| 城山一丁目（新設） | 1976年（昭和51年） | 玉里町（一部）   |
| 城山二丁目（新設） | 1976年（昭和51年） | 冷水町（一部）   |
| 城山二丁目（新設） | 1976年（昭和51年） | 長田町（一部）   |
| 冷水町（編入）     | 1983年（昭和58年） | 坂元町（一部）   |
| 西坂元町（新設）   | 1984年（昭和59年） | 冷水町（一部）   |
| 西坂元町（新設）   | 1984年（昭和59年） | 坂元町（一部）   |
| 西坂元町（新設）   | 1984年（昭和59年） | 下伊敷町（一部） |

## 人口
以下の表は国勢調査による小地域集計が開始された1995年以降の人口の推移である。
| 年                 | 人口  |
| ------------------ | ----- |
| 1995年（平成7年）  | 1,320 |
| 2000年（平成12年） | 1,342 |
| 2005年（平成17年） | 1,280 |
| 2010年（平成22年） | 1,225 |
| 2015年（平成27年） | 1,074 |
| 2020年（令和2年）  | 924   |

## 施設

### 公共
- 冷水町公民館

### その他
- マジオドライバーズスクール鹿児島校

## 小・中学校の学区
市立小・中学校の学区（校区）は以下の通りである。
| 町丁   | 番・番地 | 小学校                 | 中学校               |
| ------ | -------- | ---------------------- | -------------------- |
| 冷水町 | 17-39    | 鹿児島市立草牟田小学校 | 鹿児島市立長田中学校 |
| 冷水町 | その他   | 鹿児島市立大龍小学校   | 鹿児島市立長田中学校 |